# San Gennarello di Ottaviano
San Gennarello è una frazione del comune di Ottaviano nella città metropolitana di Napoli, anche se ormai il termine frazione é anacronistico. Infatti, oltre alla esigua distanza stradale (circa 2,8 km.) essa è anche conurbata con Ottaviano centro.

## Storia
La località di San Gennarello si sviluppò tra la fine del 1600 e gli inizi del 1700. Determinante per la sua nascita e crescita fu, nel 1716, la Chiesa eretta dalle fondamenta da mons. Francesco Montella, protonotario apostolico e sacrista maggiore del Duomo di Napoli, con il beneplacito di don Giuseppe II de' Medici principe di Ottajano e duca di Sarno, sulla via che da Ottajano conduceva proprio a Sarno, all'epoca facente parte dei domini medicei. La detta Chiesa fu dedicata da mons. Montella a San Gennaro vescovo e martire, patrono e gran protettore di Napoli. 
Da allora si iniziò a chiamare quella località ottavianese "San Gennarello", probabilmente per distinguerla dalla vicina località di San Gennaro di Palma, oggi San Gennaro Vesuviano. La posizione della nuova Chiesa posta quasi all'incrocio tra la detta via per Sarno e la via trafficatissima che da Torre Annunziata - Castellammare conduceva a Nola, Avellino e nelle Puglie, produsse il nascere di numerose attività commerciali.

## Geografia antropica

### Urbanistica e viabilità
San Gennarello si snoda su di un'arteria principale piuttosto lunga e piena di abitazioni e magazzini commerciali. La strada si muove sull'asse Nola-Torre Annunziata e se da un lato il confine con Piazzolla di Nola, e San Gennaro Vesuviano è abbastanza delineato, dall'altro lato c'è una conurbazione con l'abitato del comune di San Giuseppe Vesuviano.

## Economia
Nell'economia commerciale San Gennarello ha particolarmente sviluppato numerose vivaci attività nel campo del commercio dell'abbigliamento.  Questo segmento di attività è comunque anche presente in tutto il territorio comunale di Ottaviano. 

## Infrastrutture e trasporti
San Gennarello è servita a poca distanza da svincoli di accesso della Strada statale 268 del Vesuvio (uscita Ottaviano) e dell'autostrada A30 (casello di Palma Campania).
La frazione è servita da alcune corse di autobus della EAV della linea Castellammare-Nola; fino a qualche anno fa poteva anche contare sulla vicina stazione di Ottaviano sulla ferrovia Cancello-Torre Annunziata delle Ferrovie dello Stato ma dopo la chiusura della tratta suddetta, le stazioni più vicine sono quelle di San Leonardo e di San Giuseppe Vesuviano sulla linea Napoli-Ottaviano-Sarno della ferrovia Circumvesuviana.

## Amministrazione

### Questione dell'autonomia
A cavallo tra gli anni ottanta e gli anni novanta del 1900 San Gennarello tentò di acquisire la propria autonomia comunale: nella votazione del referendum tenutosi il 26 aprile 1987, si recarono al voto, su circa 15.000 elettori del Comune di Ottaviano, solo circa 6.500 e, di questi, circa 4.900 votarono a favore e circa 1.500 votarono contro. Non essendo stato raggiunto il quorum previsto dalla Legge, la consultazione referendaria non fu pertanto valida.

## Sport

### Calcio
San Gennarello era rappresentata da una squadra calcistica, il Real San Gennarello, nata nel settembre del 2015 e militante in Prima Categoria. La società è stata sciolta nel settembre 2018. Rinasce la Virtus san Gennarello ripartirà dalla promozione campania 2023/2024 girone B.